# Campionat d'Europa de bàsquet masculí de 2005
El XXXIV Campionat Europeu de Bàsquet Masculí se celebrà a Sèrbia i Montenegro entre el 3 i el 25 de setembre del 2005 sota la denominació Eurobasket 2005.
Un total de 16 països europeus varen competir pel títol, del qual l'anterior posseïdor era la selecció nacional de Lituània.
Els setze equips participants en l'Eurobasket foren: Grècia, Alemanya, França, Espanya, Lituània, Eslovènia, Croàcia, Rússia, Sèrbia i Montenegro, Itàlia, Israel, Turquia, Bulgària, Letònia, Bòsnia i Hercegovina i Ucraïna.

## Seus
| Grup       | Ciutat    | Instal·lació           | Capacitat |
| ---------- | --------- | ---------------------- | --------- |
| A          | Vršac     | Centre Millennium      | 5.000     |
| B          | Podgorica | Centre Esportiu Morača | 4.570     |
| C          | Belgrad   | Pavelló Pionir         | 8.150     |
| D          | Novi Sad  | Centre Esportiu Spens  | 8.150     |
| Fase final | Belgrad   | Belgrade Arena         | 23.000    |

## Grups
| Grup A   | Grup B   | Grup C               | Grup D              |
| -------- | -------- | -------------------- | ------------------- |
| Rússia   | Lituània | Eslovènia            | Espanya             |
| Alemanya | Croàcia  | Grècia               | Sèrbia i Montenegro |
| Itàlia   | Turquia  | França               | Israel              |
| Ucraïna  | Bulgària | Bòsnia i Hercegovina | Letònia             |

## Sistema de classificació
Els 16 equips es dividiren en 4 grups, els seus campions passaren directament a la ronda de quarts de final, mentre que els segons i tercers de cada grup van jugar un partit extra entre ells per completar les places dels quarts.

## Primera fase

### Grup A
| Equip    | J | G | P | T+  | T-  | DT  | PTS |
| -------- | - | - | - | --- | --- | --- | --- |
| Rússia   | 3 | 2 | 1 | 223 | 186 | +37 | 5   |
| Alemanya | 3 | 2 | 1 | 217 | 192 | +25 | 5   |
| Itàlia   | 3 | 2 | 1 | 244 | 231 | +13 | 5   |
| Ucraïna  | 3 | 0 | 3 | 194 | 269 | -75 | 3   |

- Resultats:

| Data     | Partit¹  | Partit¹ | Partit¹  | Resultat |
| -------- | -------- | ------- | -------- | -------- |
| 16.09.05 | Alemanya | -       | Itàlia   | 82-84    |
| 16.09.05 | Rússia   | -       | Ucraïna  | 86-74    |
| 17.09.05 | Itàlia   | -       | Rússia   | 61-87    |
| 17.09.05 | Ucraïna  | -       | Alemanya | 58-84    |
| 18.09.05 | Itàlia   | -       | Ucraïna  | 99-62    |
| 18.09.05 | Rússia   | -       | Alemanya | 50-51    |

(¹) -  Tots a Vrsac

### Grup B
| Equip    | J | G | P | T+  | T-  | DT  | PTS |
| -------- | - | - | - | --- | --- | --- | --- |
| Lituània | 3 | 3 | 0 | 264 | 221 | +43 | 6   |
| Croàcia  | 3 | 2 | 1 | 235 | 236 | -1  | 5   |
| Turquia  | 3 | 1 | 2 | 236 | 256 | -20 | 4   |
| Bulgària | 3 | 0 | 3 | 252 | 274 | -22 | 3   |

- Resultats:

| Data     | Partit¹  | Partit¹ | Partit¹  | Resultat |
| -------- | -------- | ------- | -------- | -------- |
| 16.09.05 | Croàcia  | -       | Bulgària | 88-84    |
| 16.09.05 | Turquia  | -       | Lituània | 75-87    |
| 17.09.05 | Lituània | -       | Croàcia  | 85-67    |
| 17.09.05 | Bulgària | -       | Turquia  | 89-94    |
| 18.09.05 | Lituània | -       | Bulgària | 92-79    |
| 18.09.05 | Croàcia  | -       | Turquia  | 80-67    |

(¹) -  Tots a Podgorica

### Grup C
| Equip                | J | G | P | T+  | T-  | DT  | PTS |
| -------------------- | - | - | - | --- | --- | --- | --- |
| Eslovènia            | 3 | 3 | 0 | 210 | 179 | +31 | 6   |
| Grècia               | 3 | 2 | 1 | 187 | 168 | +19 | 5   |
| França               | 3 | 1 | 2 | 187 | 194 | -7  | 4   |
| Bòsnia i Hercegovina | 3 | 0 | 3 | 177 | 220 | -43 | 3   |

- Resultats:

| Data     | Partit¹              | Partit¹ | Partit¹              | Resultat |
| -------- | -------------------- | ------- | -------------------- | -------- |
| 16.09.05 | Eslovènia            | -       | Bòsnia i Hercegovina | 74-65    |
| 16.09.05 | França               | -       | Grècia               | 50-64    |
| 17.09.05 | Bòsnia i Hercegovina | -       | França               | 62-79    |
| 17.09.05 | Grècia               | -       | Eslovènia            | 56-68    |
| 18.09.05 | Eslovènia            | -       | França               | 68-58    |
| 18.09.05 | Grècia               | -       | Bòsnia i Hercegovina | 67-50    |

(¹) -  Tots a Beograd

### Grup D
| Equip               | J | G | P | T+  | T-  | DT  | PTS |
| ------------------- | - | - | - | --- | --- | --- | --- |
| Espanya             | 3 | 2 | 1 | 280 | 264 | +16 | 5   |
| Sèrbia i Montenegro | 3 | 2 | 1 | 245 | 233 | +12 | 5   |
| Israel              | 3 | 2 | 1 | 236 | 235 | -1  | 5   |
| Letònia             | 3 | 0 | 3 | 241 | 270 | -29 | 3   |

- Resultats:

| Data     | Partit¹             | Partit¹ | Partit¹             | Resultat |
| -------- | ------------------- | ------- | ------------------- | -------- |
| 16.09.05 | Letònia             | -       | Israel              | 65-74    |
| 16.09.05 | Sèrbia i Montenegro | -       | Espanya             | 70-89    |
| 17.09.05 | Espanya             | -       | Letònia             | 114-109  |
| 17.09.05 | Israel              | -       | Sèrbia i Montenegro | 77-93    |
| 18.09.05 | Espanya             | -       | Israel              | 77-85    |
| 18.09.05 | Letònia             | -       | Sèrbia i Montenegro | 67-82    |

(¹) -  Tots a Novi Sad

## Eliminatòria (Segona fase)
| Data     | Seu       | Partit   | Partit | Partit  | Resultat |
| -------- | --------- | -------- | ------ | ------- | -------- |
| 20.09.05 | Vrsac     | Alemanya | -      | Turquia | 66-57    |
| 20.09.05 | Pogdorica | Croàcia  | -      | Itàlia  | 74-66    |
| 20.09.05 | Beograd   | Grècia   | -      | Israel  | 67-61    |
| 20.09.05 | Novi Sad  | Sèrbia   | -      | França  | 71-74    |

## Fase final
|  | Quarts de final | Quarts de final |          |         | Semifinals  | Semifinals  |  |  | Final | Final |
|  |                 |                 |          |         |             |             |  |  |       |       |
|  |                 |                 |          |         |             |             |  |  |       |       |
|  |                 |                 |          |         |             |             |  |  |       |       |
|  | Rússia          | 61              |          |         |             |             |  |  |       |       |
|  | Rússia          | 61              |          |         |             |             |  |  |       |       |
|  | Grècia          | 66              |          |         |             |             |  |  |       |       |
|  | Grècia          | 66              | Grècia   | 67      |             |             |  |  |       |       |
|  |                 |                 | Grècia   | 67      |             |             |  |  |       |       |
|  |                 | França          | 66       |         |             |             |  |  |       |       |
|  | Lituània        | França          | 66       | 47      |             |             |  |  |       |       |
|  | Lituània        |                 |          | 47      |             |             |  |  |       |       |
|  | França          | 63              |          |         |             |             |  |  |       |       |
|  | França          | 63              | Grècia   | 78      |             |             |  |  |       |       |
|  |                 |                 | Grècia   | 78      |             |             |  |  |       |       |
|  |                 | Alemanya        | 62       |         |             |             |  |  |       |       |
|  | Eslovènia       | Alemanya        | 62       | 62      |             |             |  |  |       |       |
|  | Eslovènia       |                 |          | 62      |             |             |  |  |       |       |
|  | Alemanya        | 76              |          |         |             |             |  |  |       |       |
|  | Alemanya        | 76              | Alemanya | 74      | Tercer lloc | Tercer lloc |  |  |       |       |
|  |                 |                 | Alemanya | 74      | Tercer lloc | Tercer lloc |  |  |       |       |
|  |                 | Espanya         | 73       |         |             |             |  |  |       |       |
|  | Espanya         | Espanya         | 73       | 101     | França      | 98          |  |  |       |       |
|  | Espanya         |                 |          | 101     | França      | 98          |  |  |       |       |
|  | Croàcia         | 85              |          | Espanya | 68          |             |  |  |       |       |
|  | Croàcia         | 85              |          |         | 68          |             |  |  |       |       |
|  |                 |                 |          |         |             |             |  |  |       |       |
|  |                 |                 |          |         |             |             |  |  |       |       |

### Quarts de final
| Data     | Partit    | Partit | Partit   | Resultat |
| -------- | --------- | ------ | -------- | -------- |
| 22.09.05 | Rússia    | -      | Grècia   | 61-66    |
| 22.09.05 | Lituània  | -      | França   | 47-63    |
| 23.09.05 | Eslovènia | -      | Alemanya | 62-76    |
| 23.09.05 | Espanya   | -      | Croàcia  | 101-85   |

### Semifinals (Llocs del 5è al 8è)
| Data     | Partit    | Partit | Partit   | Resultat |
| -------- | --------- | ------ | -------- | -------- |
| 23.09.05 | Rússia    | -      | Lituània | 78-89    |
| 23.09.05 | Eslovènia | -      | Croàcia  | 89-80    |

### Semifinals
| Data     | Partit   | Partit | Partit  | Resultat |
| -------- | -------- | ------ | ------- | -------- |
| 24.09.05 | Grècia   | -      | França  | 67-66    |
| 24.09.05 | Alemanya | -      | Espanya | 74-73    |

### Setè lloc
| Data     | Partit | Partit | Partit  | Resultat |
| -------- | ------ | ------ | ------- | -------- |
| 25.09.05 | Rússia | -      | Croàcia | 74-92    |

### Cinquè lloc
| Data     | Partit   | Partit | Partit    | Resultat |
| -------- | -------- | ------ | --------- | -------- |
| 25.09.05 | Lituània | -      | Eslovènia | 79-70    |

### Tercer lloc
| Data     | Partit | Partit | Partit  | Resultat |
| -------- | ------ | ------ | ------- | -------- |
| 25.09.05 | França | -      | Espanya | 98-68    |

### Final
| Data     | Partit | Partit | Partit   | Resultat |
| -------- | ------ | ------ | -------- | -------- |
| 25.09.05 | Grècia | -      | Alemanya | 78-62    |

(¹) -  Tots a Beograd

## Medaller
| Or     | Argent   | Bronze |
| Grècia | Alemanya | França |

## Classificació final
| 1. Grècia                |
| 2. Alemanya              |
| 3. França                |
| 4. Espanya               |
| 5. Lituània              |
| 6. Eslovènia             |
| 7. Croàcia               |
| 8. Rússia                |
| 9. Sèrbia                |
| 10. Itàlia               |
| 11. Israel               |
| 12. Turquia              |
| 13. Bulgària             |
| 14. Letònia              |
| 15. Bòsnia i Hercegovina |
| 16. Ucraïna              |

## Jugadors participants de les quatre primeres selecciones classificades
- Medalla d'or→ Grècia:

Theódoros Papalukàs, Vasílios Spanulis, Nikólaos Zisis, Giannis Burusis, Panagiotis Vasilopoulos, Andonis Fotsis, Nikos Hatzivrettas, Dimos Dikoudis, Kostas Tsartsarís, Dimitris Diamandidis, Lazaros Papadopoulos, Michalis Kakiouzis. Entrenador: Panagiotis Giannakis
- Medalla d'argent→ Alemanya:

Mithat Demirel, Robert Garrett, Demond Greene, Marko Pesic, Denis Wucherer, Pascal Roller, Misan Nikagbatse, Sven Schultze, Stephen Arigbabu, Patrick Femerling, Dirk Nowitzki, Robert Maras. Entrenador: Dirk Bauermann
- Medalla de bronze→ França:

Frédéric Fauthoux, Mickaël Gelabale, Antoine Rigaudeau, Cyril Julian, Mickaël Piétrus, Tony Parker, Mamoutou Diarra, Florent Piétrus, Jérôme Schmitt, Boris Diaw, Frédéric Weis, Sacha Giffa. Entrenador: Claude Bergeaud
- Quart lloc→ Espanya:

Fran Vázquez, Iker Iturbe, Carlos Cabezas, Juan Carlos Navarro, José Calderón, Felipe Reyes, Carlos Jiménez, Sergi Vidal, Sergio Rodríguez, Iñaki de Miguel, Rudy Fernández, Jorge Garbajosa. Entrenador: Mario Pesquera

## Trofeus individuals
| MVP                    |
| Alemanya Dirk Nowitzki |

## Màxims anotadors del campionat
|    | Jugador                     | Punts | Partits | Punts per partit |
| -- | --------------------------- | ----- | ------- | ---------------- |
| 1  | Alemanya Dirk Nowitzki      | 183   | 7       | 26,1             |
| 2  | Espanya Juan Carlos Navarro | 151   | 6       | 25,2             |
| 3  | Rússia Andréi Kirilenko     | 70    | 4       | 17,5             |
| 4  | Sèrbia Igor Rakocevic       | 65    | 4       | 16,3             |
| 5  | Croàcia Gordan Giricek      | 94    | 6       | 15,7             |
| 6  | Espanya Jorge Garbajosa     | 87    | 6       | 14,5             |
| 7  | Lituània Ramunas Siskauskas | 84    | 6       | 14,0             |
| 8  | França Boris Diaw           | 96    | 7       | 13,7             |
| 9  | Eslovènia Jaka Lakovic      | 77    | 6       | 12,8             |
| 10 | Rússia Jon Robert Holden    | 75    | 6       | 12,5             |

## Situació cronològica
| Precedit per: Eurobasket 2003 | Eurobasket 2005 | Succeït per: Espanya 2007 |